# Orestias pentlandii
Orestias pentlandii är en fiskart som beskrevs av Valenciennes, 1846. Orestias pentlandii ingår i släktet Orestias och familjen Cyprinodontidae. IUCN kategoriserar arten globalt som sårbar. Inga underarter finns listade i Catalogue of Life.